# Ulica Przyjazna w Katowicach
Ulica Przyjazna w Katowicach – ulica w Katowicach, na terenie dzielnicy Giszowiec. Biegnie ona przez zabytkowe osiedle patronackie Giszowiec w osi północ–południe i łączy się od północy z ulicą Szopienicką i Mysłowicką, a od południa z ulicami: Górniczego Stanu i Adama. Powstała ona wraz z budową osiedla w latach 1907–1910. Długość ulicy wynosi 790 m, a jej powierzchnia 5132 m². Wzdłuż ulicy znajdują się liczne budynki wpisane do rejestru zabytków, a także kilka instytucji publicznych i placówek handlowo-usługowych.

## Przebieg

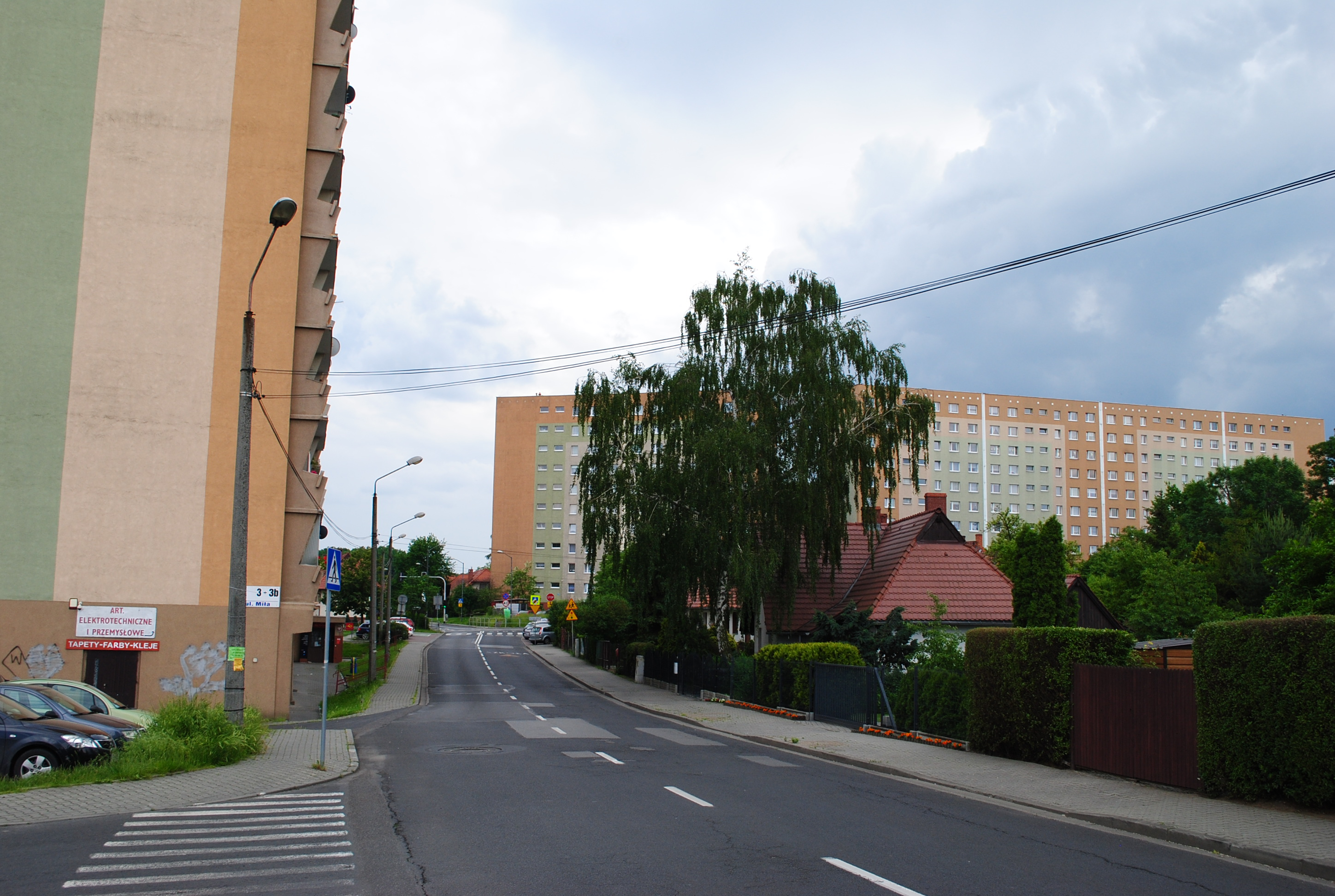
Ul. Przyjazna na wysokości ul. Miłej

Numeracja domów przy ulicy Przyjaznej zaczyna się przy skrzyżowaniu z ulicami: Mysłowicką i Szopienicką. Na tym skrzyżowaniu ruch pojazdów odbywa się przy użyciu sygnalizacji świetlnej. Ulica Przyjazna od skrzyżowania kieruje się w stronę południową, po czym krzyżuje się z ulicami: Młodzieżową, Miłą (w kilku miejscach) i Przyjemną. Na wysokości Szkoły Podstawowej nr 51 znajduje się druga na ulicy sygnalizacja świetlna przy przejściu dla pieszych, a dalej przy skrzyżowaniu z ulicą Działkową znajduje się przystanek autobusowy Giszowiec Przyjazna.
Ulica w dalszym biegu krzyżuje się z ulicą Ewy oraz Przyjemną / Wesołowską, po czym zmienia swój kierunek na południowo-wschodni. Mija ona jedno z dwóch stanowisk przystanku Giszowiec Przyjemna (stanowisko w kierunku północno-wschodnim). Za tym przystankiem droga na skrzyżowaniu z ulicami: Górniczego Stanu i Adama kończy swój bieg.

## Opis i dane techniczne

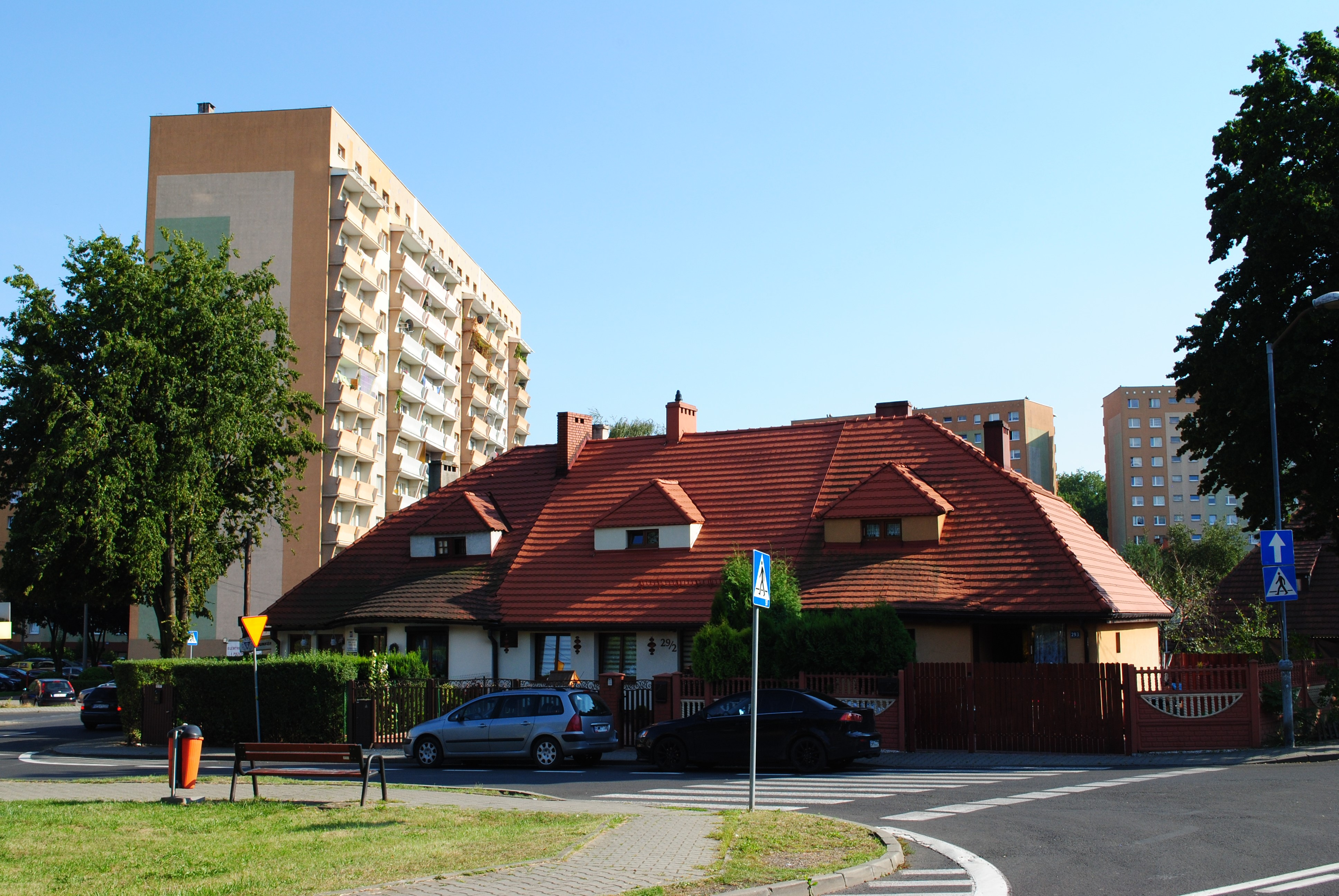
Dom przy skrzyżowaniu ulicy Miłej z ulicą Młodzieżową

Ulica Przyjazna przebiega przez teren katowickiej dzielnicy Giszowiec na całej swojej długości. Jest to droga powiatowa o klasie drogi lokalnej. Długość ulicy Przyjaznej wynosi 790 m, a jej powierzchnia 5 132 m². Jest ona w administracji Miejskiego Zarządu Ulic i Mostów w Katowicach. W systemie TERYT ulica widnieje pod numerem 17921.
Przy ulicy znajduje się stacja ładowania samochodów elektrycznych, zarządzana przez spółkę Tauron. Przez ulicę, od skrzyżowania z ulicą Mysłowicką do skrzyżowania z ulicą Młodzieżową, przebiega krótki fragment zielonego szlaku turystycznego – Szlak Dwudziestopięciolecia PTTK.
Ulicą kursują autobusy miejskiego transportu zbiorowego na zlecenie Zarządu Transportu Metropolitalnego. W ciągu ulicy zlokalizowane są dwa przystanki: Giszowiec Przyjazna i Giszowiec Przyjemna (jeden z dwóch stanowisk; w kierunku północno-zachodnim). Według stanu z połowy listopada 2020 roku, z obydwu przystanków odjeżdżają następujące linie: 30, 72, 108, 223, 292, 674 (w kierunku północnym), 695 i 920. Linie te łączą bezpośrednio z większością dzielnic Katowic, a także z ościennymi miastami, w tym z Mikołowem, Mysłowicami i Siemianowicami Śląskimi.
Rejon skrzyżowania ulic Adama, Przyjaznej i Górniczego Stanu jest miejscem, gdzie dochodzi do największej liczby kolizji i wypadków samochodowych.

## Historia

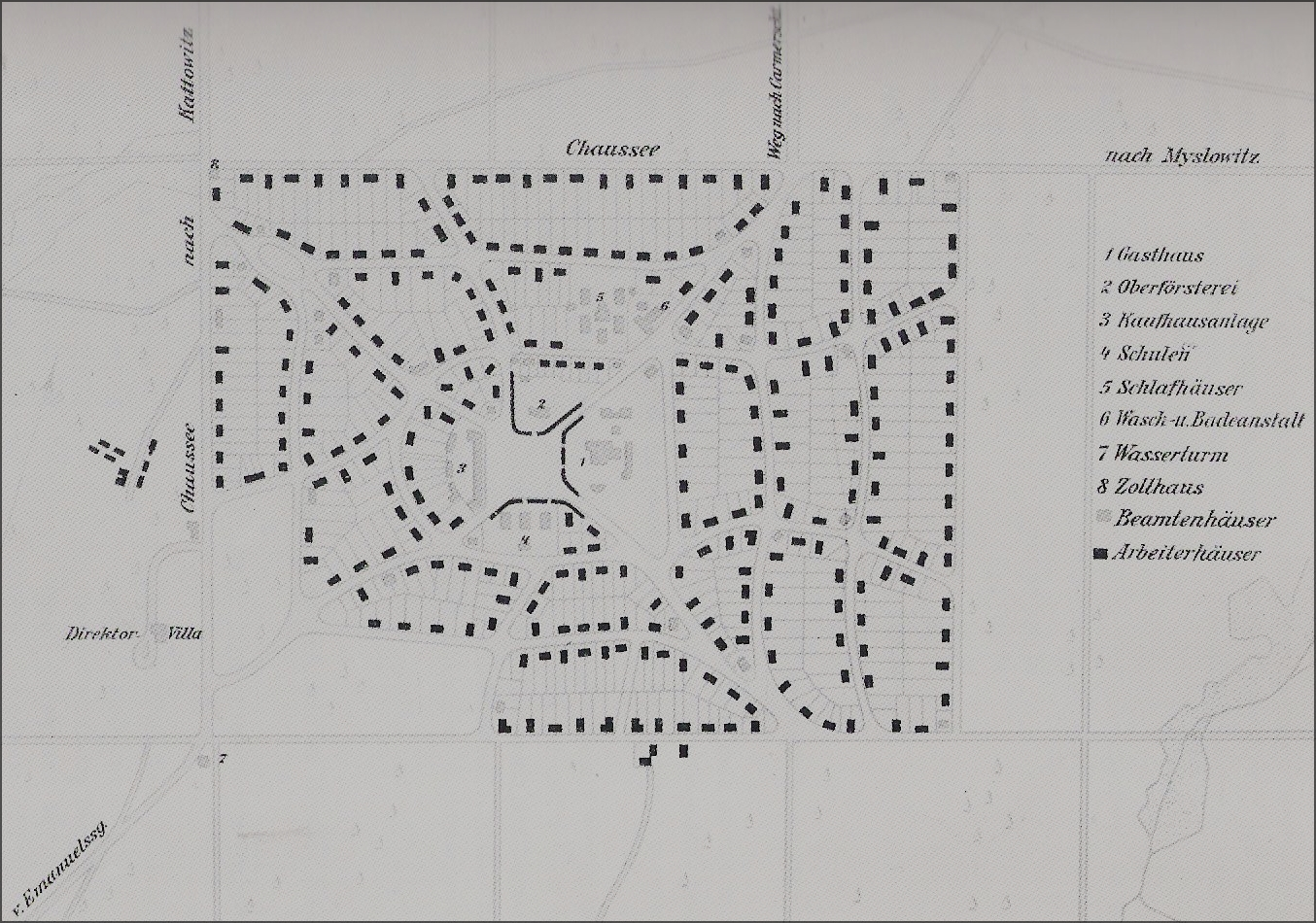
Pierwotny projekt osiedla robotniczego Giszowiec z 1910 roku, w niektórych miejscach różniący się od powstałego później osiedla; na planie znajduje się również ówczesna Zillamnstraße

Zanim została wytyczona ulica Przyjazna, w linii prostej wzdłuż przyszłej ulicy ciągnął się dukt leśny, powstały pod koniec XIX wieku. Ulica Przyjazna została wytyczona i wbudowana wraz z wraz z całym osiedlem patronackim Giszowiec z inicjatywy ówczesnego dyrektora generalnego spółki Georg von Giesches Erben – Antona Uthemanna, w latach 1907–1910. Ulica ta, podobnie jak pozostałe na nowym osiedlu patronackim drogi wewnętrzne, posiadały nawierzchnię szutrową i były tej samej szerokości. W środku ulicy utwardzona jezdnia miała szerokość 3,5 m, a wzdłuż jezdni zbudowano brukowane korytka obłożone darnią, a dalej znajdowały się ciągi dla pieszych. Nadano jej nazwę Zillmannstraße, pochodzącą od nazwiska architektów osiedla Giszowec – Georga i Emila Zillmannów. Po 1922 roku nazwę drogi przemianowano na ulicę Warszawską.
W czasie II wojny światowej ulica ponownie nosiła nazwę Zillamnstraße. Po wojnie przywrócono przedwojenną nazwę ulicy – Warszawska, którą miała do 1950 roku, kiedy ją przemianowano na ulicę Siergieja Kirowa. Według mapy z 1973 roku, autobusy przez ówczesną ulicę S. Kirowa jeździły jedynie w rejonie skrzyżowania z ówczesną ulicą Ernsta Thälmanna (obecna Młodzieżowa), Mysłowicką i Szopienicką.

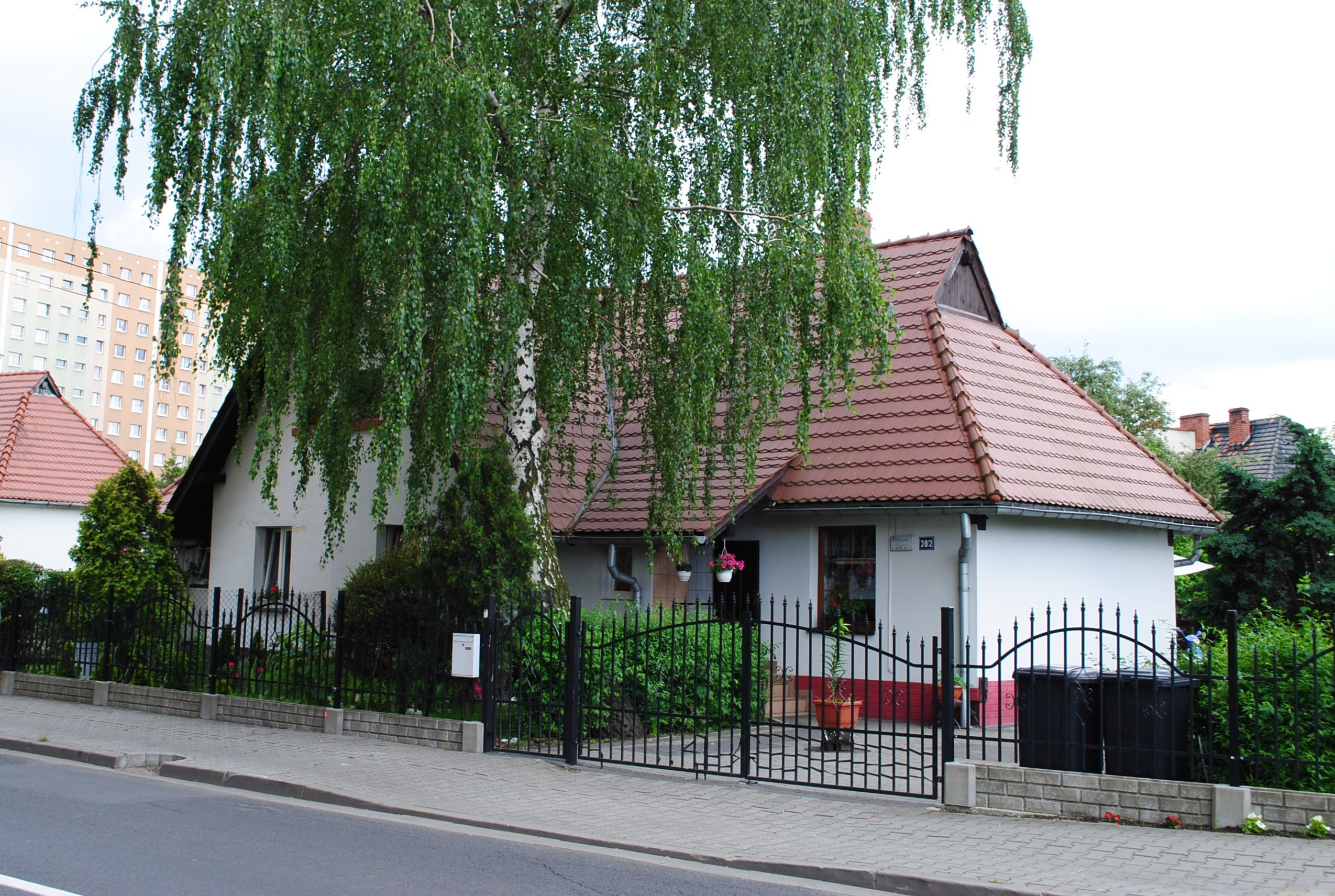
Dom filmowego Habryki przy ulicy Przyjaznej 28/1 z filmu Kazimierza Kutza Paciorki jednego różańca

Aby zapewnić mieszkania dla coraz większej liczby górników powstałej w 1964 roku kopalni Staszic, w 1969 roku zapadła decyzja o wyburzeniu zabytkowego Giszowca (w tym domów przy obecnej ulicy Przyjaznej) i postawieniu na jego miejscu osiedla, złożonego z dziesięciopiętrowych wieżowców. Na przełomie lat 60. i 70. XX wieku rozpoczęto wyburzanie osiedla Giszowiec. Wyburzenie groziło całemu osiedlu, dlatego też rozpoczęto działania celem jego uratowania. Przetrwała jedynie jedna trzecia części zabytkowej zabudowy.
Ulica Przyjazna była jednym z miejsc nakręconego w 1979 roku filmu Kazimierza Kutza Paciorki jednego różańca. W filmie zostało przedstawione wyburzenie tej części Giszowca, a także powstanie nowych bloków mieszkalnych. Przy obecnej ulicy Przyjaznej 28/1 znajduje się istniejący do dziś dom filmowego Habryki. Dom ten też jest przedstawiony 9. odcinku serialu dokumentalnego Ireny i Jerzego Morawskich Serce z węgla.
Na mocy uchwały Rady Miejskiej w Katowicach, 25 marca 1991 roku przemianowano nazwę z ulicy Siergieja Kirowa na ulicę Przyjazną. Przy ulicy Przyjaznej 7, w dniu 12 października 1993 roku zainaugurowano działalność nowego kompleksu budynków Szkoły Podstawowej nr 51, zwany szkołą marzeń. Projektantami obiektu był zespół architektów w składzie: Stanisław Niemczyk, Anna Pieńkowska-Kuszewska i Marek Kuszewski. W 2006 roku prowadzono prace przy wykonaniu kanalizacji sanitarnej i deszczowej wraz z odtworzeniem nawierzchni chodników i jezdni w rejonie m.in. ulicy Przyjaznej. Wartość robót wyniosła blisko 3 miliony złotych.

## Zabytki

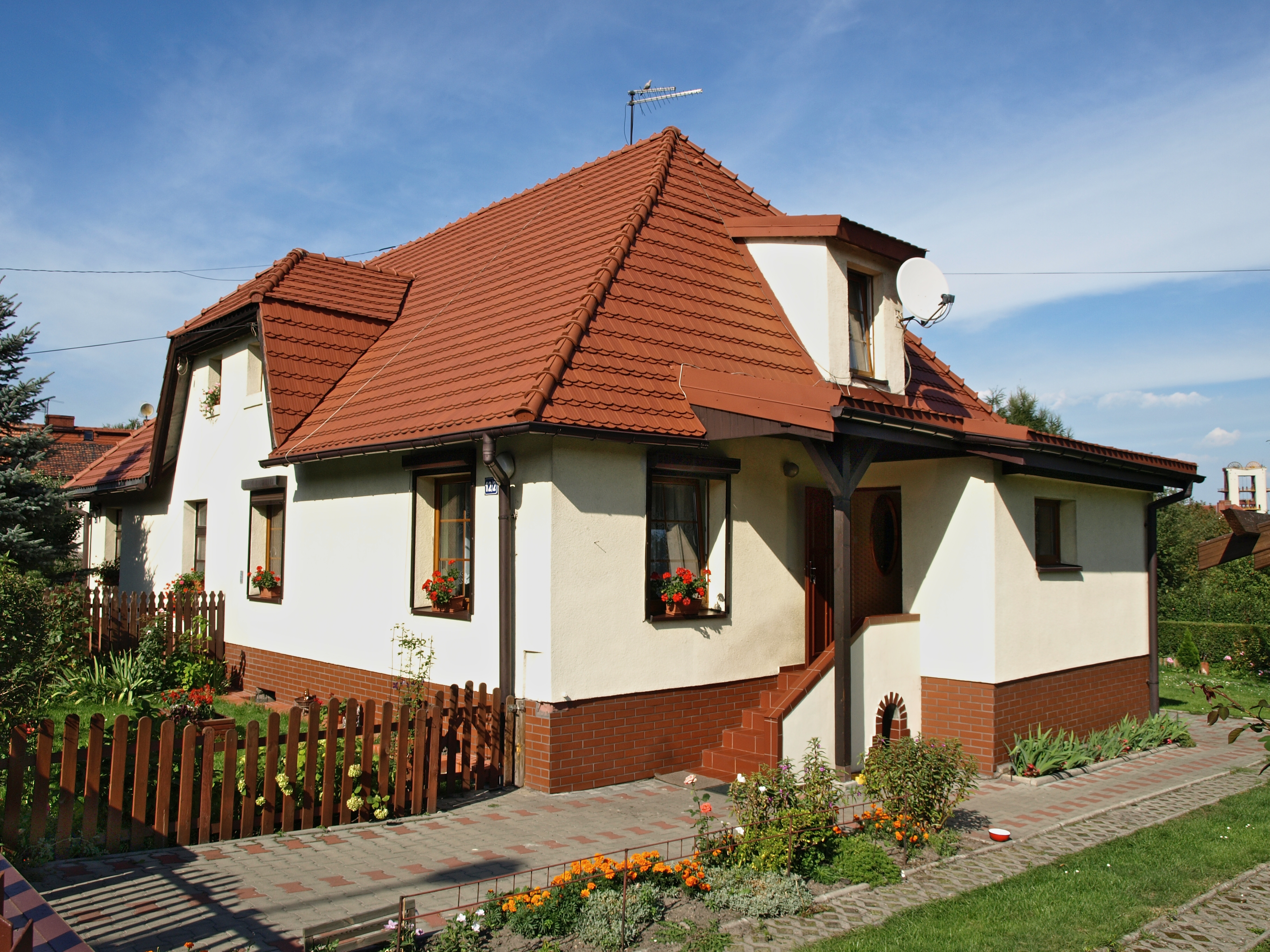
Dom z budynkiem gospodarczym przy ulicy Przyjaznej 12

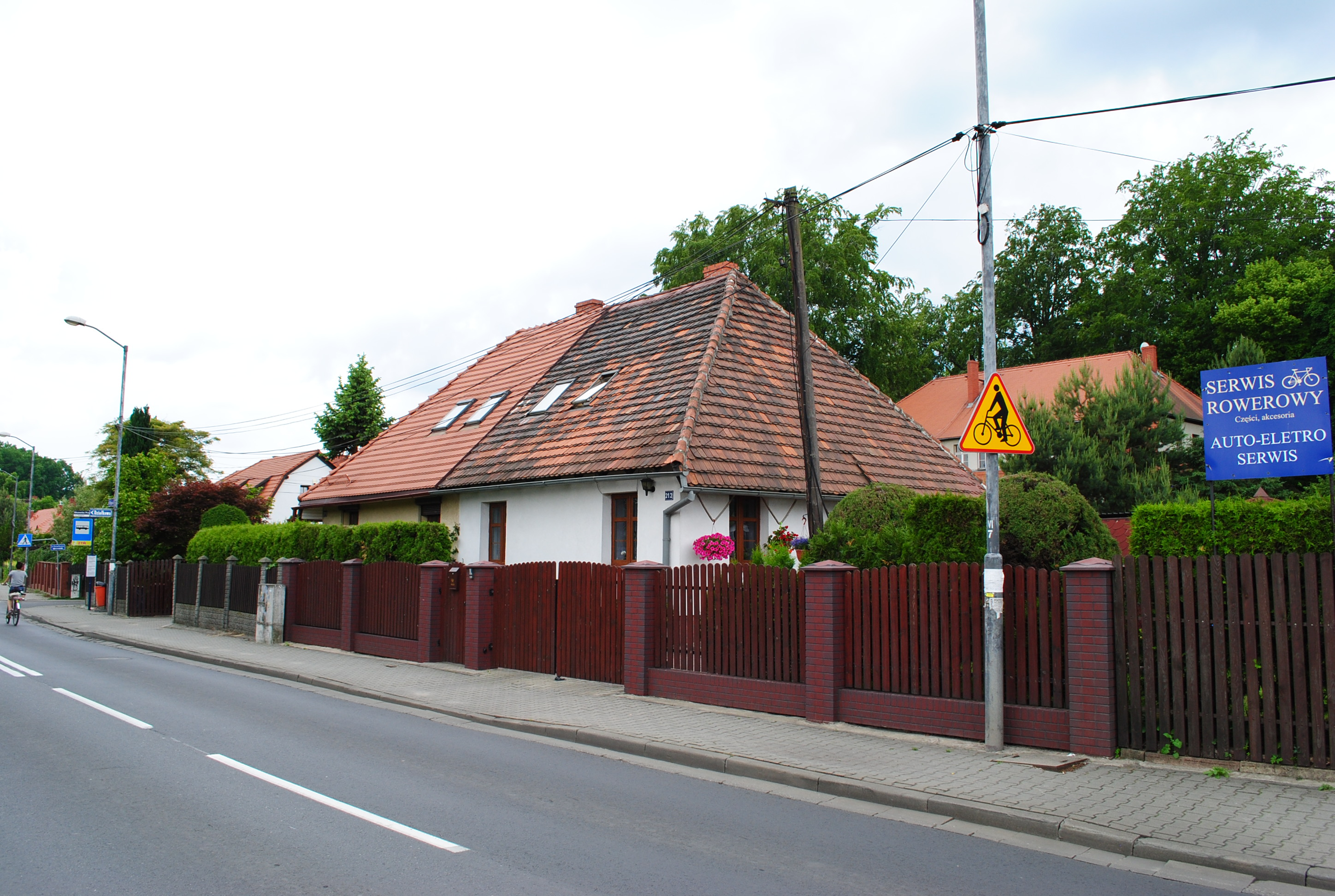
Dom z budynkiem gospodarczym przy ulicy Przyjaznej 21

Ulica Przyjazna jest drogą, przy której znajdują się liczne zabytki. Sama również ulica, jako część układu urbanistycznego, wpisana jest do rejestru zabytków. Łącznie, do rejestru zabytków wpisane są następujące obiekty:
- układ urbanistyczno-przestrzenny osiedla Giszowiec z lat 1906–1940 (nr rej.: 1229/87 z 18 sierpnia 1978 roku i 1348/87 z 23 czerwca 1987 roku)[20][4],
- dom z budynkiem gospodarczym (nie istnieje), ul. Przyjazna 7, z lat 1907–1912 (nr rej.: A/71/02 z 5 września 2002 roku)[4],
- dom z budynkiem gospodarczym (nie istnieje), ul. Przyjazna 8, z lat 1907–1912 (nr rej.: A/72/02 z 5 września 2002 roku)[4],
- dom z budynkiem gospodarczym (nie istnieje), ul. Przyjazna 9, z lat 1907–1912 (nr rej.: A/73/02 z 5 września 2002 roku)[4],
- dom z budynkiem gospodarczym, ul. Przyjazna 12, z lat 1907–1912 (nr rej.: A/53/01 z 28 grudnia 2001 roku)[4],
- dom z budynkiem gospodarczym, ul. Przyjazna 14, z lat 1907–1912 (nr rej.: A/66/02 z 7 marca 2002 roku)[21],
- dom z budynkiem gospodarczym, ul. Przyjazna 15, z lat 1907–1912 (nr rej.: A/28/00 z 16 października 2000 roku)[4],
- dom z budynkiem gospodarczym, ul. Przyjazna 18, z lat 1907–1912 (nr rej.: A/29/00 z 16 października 2000 roku)[4],
- dom z budynkiem gospodarczym, ul. Przyjazna 21, z lat 1907–1912 (nr rej.: A/30/00 z 11 grudnia 2000 roku)[4],
- dom z budynkiem gospodarczym, ul. Przyjazna 22, z lat 1907–1912 (nr rej.: A/90/03 z 18 sierpnia 2003 roku)[4].

Na rogu ulicy Przyjaznej i Działkowej, przy ulicy Działkowej 28 znajduje się zabytkowy dom nauczycielski z lat 1907–1912 (nr rej.: A/50/01 z 10 listopada 2001 roku).

## Gospodarka i instytucje
Wzdłuż ulicy, według stanu z połowy listopada 2020 roku, zlokalizowane są następujące instytucje oraz placówki: sklep budowlany (ul. Przyjazna 1), Filia nr 15 Miejskiej Biblioteki Publicznej w Katowicach (ul. Przyjazna 7a), Szkoła Podstawowa nr 51 z Oddziałami Integracyjnymi im. Fryderyka Chopina (ul. Przyjazna 7a), Przychodnia Przyjazna i apteka (ul. Przyjazna 8), serwis naprawy rowerów (ul. Przyjazna 22) oraz zakład instalacyjny (ul. Przyjazna 29).